# 시옹역
시옹역(프랑스어: Gare de Sion, 독일어: Bahnhof Sitten)은 스위스 발레주에 있는 시옹 지자체에 있는 기차역이다. 심플론선의 중간 정류장이며, 지역과 장거리 열차가 운행된다.

## 운행편
다음 서비스는 시옹에서 정차한다.
- 유로시티 : 제네바역과 밀라노 중앙역 사이에 하루에 4대의 열차가 운행되며, 밀라노 중앙역에서 베네치아 산타루치아역까지 1대의 열차가 계속 운행된다.
- 인터레기오 : 제네바 공항과 브리크 사이를 30분 간격으로 운행한다.
- 레기오 : 몽테와 브리크 사이를 30분 간격으로 운행하며, 다른 모든 열차는 몽테에서 생젱골프까지 계속 운행한다.